# Antoine Doinel
Ne doit pas être confondu avec Antoine Daniel ou Antoine Daniel (jésuite).
Pour les articles homonymes, voir Doinel.
Antoine Doinel est un personnage cinématographique de fiction qui tient le premier rôle dans cinq films écrits et réalisés par François Truffaut et qui est à chaque fois interprété par Jean-Pierre Léaud.
Le personnage d'Antoine Doinel apparaît, adolescent, dans Les Quatre Cents Coups, puis grandit, découvre les affres de l'amour, se marie et divorce. Sont portés à l'écran : 
- l'enfance dans Les Quatre Cents Coups (1959) ;
- la rencontre amoureuse dans Antoine et Colette (1962), fragment du film à sketches L'Amour à vingt ans ;
- l'amour entre Antoine et Christine (Claude Jade) dans Baisers volés (1968) ;
- le mariage d'Antoine et Christine dans Domicile conjugal (1970) ;
- les escapades d'Antoine et son divorce de Christine dans L'Amour en fuite (1979).

## Cycle Doinel

François Truffaut et Claude Jade en avril 1979, avant-première de leur troisième film L'Amour en fuite

Le film Les Quatre Cents Coups raconte l'enfance difficile d'Antoine Doinel (Jean-Pierre Léaud) qui a 13 ans, ses relations avec ses parents (Claire Maurier, Albert Rémy), ses petits larcins qui lui vaudront d'être enfermé dans un centre pour mineurs délinquants. Ses parents, ne voulant plus de lui, le confient à l'« Éducation surveillée ». Un juge pour enfants le place alors dans un centre d'observation. Profitant d'une partie de football, Antoine s'évade. Poursuivi, il court à travers la campagne jusqu'à la mer. La spirale dans laquelle le jeune Antoine s'enfonce est décrite avec sensibilité mais aussi avec fermeté. Elle est rendue d'autant plus touchante que le film montre parallèlement la constante bonne volonté maladroite du héros.
Dans le fragment Antoine et Colette du film à sketchs L'Amour à vingt ans, on retrouve le personnage d'Antoine Doinel qui est âgé de 17 ans. Lors d'un concert aux Jeunesses musicales Antoine est attiré par la jeune fille Colette. Pour être plus près d'elle, Antoine emménage dans un studio en face de la famille de Colette. Il lui envoie une déclaration d'amour, mais Colette ne partage pas ses sentiments.
Dans Baisers volés, Antoine Doinel vient de quitter l’armée, où il s’était engagé. Amoureux de sa très sage fiancée Christine Darbon (Claude Jade), il fait divers petits métiers : gardien de nuit dans un hôtel, puis détective pour l'agence de filature. Christine l'accompagne mais un jour Antoine tombe amoureux d'une femme plus âgée que lui et mariée, Fabienne Tabard (Delphine Seyrig). Alors initié, il peut susciter le désir de Christine. À la suite d'une brouille, Christine, qui s'ennuie d'Antoine, a très envie de le revoir. Elle démolit exprès son poste de télé et appelle un réparateur : c'est Antoine qui survient. Antoine et Christine prennent leur petit déjeuner, et commencent à échanger en silence de petits billets, on comprend qu’Antoine demande Christine en mariage. Alors qu'ils se promènent ensemble un jour dans un parc, un inconnu qui a suivi depuis plusieurs jours Christine s'adresse à elle et lui tient un discours mystérieux : il est, dit-il, l'homme fait pour elle, l'homme avec qui elle vivra définitivement. Il la presse d'abandonner ses relations provisoires. « C'est un fou » dit Christine. Antoine, lui, n'en est pas si sûr.
Dans Domicile conjugal, nous retrouvons Antoine Doinel et Christine Darbon devient Christine Doinel, en couple marié. Christine donne des leçons particulières de violon, quant à Antoine, il modifie, à l'aide de colorants chimiques, la couleur des fleurs. Le jeune couple vit dans un climat de camaraderie avec les petites gens de l'immeuble. Antoine exerce ensuite un métier au sein d'une grande firme américaine, où il s'agit de manœuvrer des maquettes de pétroliers. Peu de temps après, Christine met au monde un petit garçon. Cependant, le bonheur du jeune couple ne va pas durer. En effet, Antoine a le coup de foudre pour une jeune Japonaise. Christine découvre qu'elle est trompée et rompt avec son mari. Peu à peu, Antoine, lassé par sa conquête exotique, est très malheureux. Il fait comprendre à Christine qu'il aimerait reprendre la vie commune. Christine accepte et cet orage momentané aura eu pour seul effet de renforcer l'amour des deux époux l'un pour l'autre.
Dans L'Amour en fuite, Antoine et Christine sont mariés depuis huit ans. Christine donne des cours de violon au conservatoire et Antoine a écrit un roman. Liliane (Dani) qui écrit des livres pour enfants devient amie de Christine et Christine devient illustratrice des livres. Finalement c'est avec Liliane qu'il trompera Christine… Antoine et Christine Doinel sont le premier couple à divorcer par consentement mutuel, ils restent amis. Antoine est amoureux d'une vendeuse de disques, Sabine (Dorothée). Un jour, il retrouve Colette — de L'Amour à vingt ans. Colette lui rappelle qu'il y a des erreurs dans son roman autobiographique. Utilisant de nombreux flashbacks, Christine et Colette, qui se rencontrent, se souviennent du passé. Antoine trouve son nouveau bonheur avec Sabine.

## Cycle non linéaire
Le temps, dans le cycle d’Antoine Doinel, n’est pas linéaire. Il se concentre selon un double principe d’accélération et d’étirement : certains moments forts, attendus, sont traités par ellipses, en étant maintenus dans le hors-champ de l’histoire. Baisers volés commence ainsi comme si le spectateur connaissait déjà Christine et sa famille, il n’apprendra à aucun moment comment Antoine les a rencontrés, et c’est toute la relation avec Christine qui va être marquée par ce temps en accordéon : la réconciliation, dans Domicile conjugal, est traitée en ellipse, de même que la rupture définitive dans L’Amour en fuite, alors que le titre pouvait laisser penser que ce serait le sujet du film.
Dans Baisers volés, la caméra est souvent placée dans l’encadrement d’une porte, et Antoine est le personnage qui ferme ces portes, cachant la scène, brisant la continuité du film, contrairement à Christine qui les ouvre.

## Autobiographie
Les aventures d'Antoine Doinel, Jean-Pierre Léaud aidant, permettent souvent d'identifier le cinéaste au personnage principal bien que Truffaut s'en défende. Truffaut joue de sa ressemblance avec l'acteur, utilise les lieux de son enfance et va même jusqu'à projeter d'épouser Claude Jade.

## Christine Darbon
Christine Darbon (incarnée par Claude Jade) joue un rôle central dans la vie d'Antoine, elle apparaît dans Baisers volés et sera présente dans les deux films suivants. Truffaut a ainsi l'occasion de peindre trois états, trois âges, de la femme : convoitée et vouvoyée (Baisers volés), mariée et trompée (Domicile conjugal), divorcée mais amie (L'Amour en fuite). Elle est sage et naïve dans Baisers volés, douce et amère dans Domicile conjugal, indépendante et déterminée dans L'Amour en fuite ; son personnage change et évolue au fur et à mesure que les épisodes passent, vers plus de gravité et d'amertume. 
Christine se caractérise par ses bonnes manières de jeune fille rangée, la vivacité de son regard, un sens du sacrifice qui n'a rien de « tragique ». Antoine et Christine forment le premier couple de cinéma à divorcer par consentement mutuel.
Au sens de l'autobiographie : tandis qu'Antoine cherche à séduire Christine dans Baisers volés, le cinéaste Truffaut tombe amoureux de l'actrice qui l'incarne. Il songe à se marier avec Claude Jade, et revient brutalement sur sa décision au dernier moment. Christine Darbon laisse une trace ineffaçable dans l'œuvre de Truffaut : c'est un personnage qui ne dévoile jamais vraiment ses émotions, dont le sourire triste est la seule arme pour combattre la cruauté de Doinel et dont le regard doux cache difficilement une blessure intérieure. (Baisers envolés, éd. Milan)

## Les acteurs
Jean-Pierre Léaud a quatorze ans lorsque François Truffaut le choisit pour jouer le personnage d'Antoine Doinel dans Les Quatre Cents Coups. Claude Jade avait 19 ans lorsqu'elle a été découverte par François Truffaut dans une pièce de théâtre pour Baisers volés.

## L'influence de Jean Renoir
Dans son introduction à son livre Les aventures d'Antoine Doinel Truffaut écrit : « C'est justement Jean Renoir qui m'a appris que l'acteur jouant un personnage est plus important que ce personnage » et aussi « Antoine Doinel est devenu la synthèse de deux personnes réelles, Jean-Pierre Léaud et moi » tout en reconnaissant que « progressivement Antoine Doinel s'est éloigné de moi pour se rapprocher de Jean-Pierre ».
Le cycle Antoine Doinel met donc en scène des personnages ordinaires (issus de la vie de Truffaut et de Jean-Pierre Léaud) présentés de façon extraordinaire.
Dans les films de Renoir comme La Chienne et Le Crime de Monsieur Lange (1936) le réalisme et l'intimité sont suggérés par l'utilisation de cadres ajoutés comme des portes ou des fenêtres et par l'exploration d'une cour intérieure d'immeuble comme lieu central. Ces deux aspects symbolisent le fait qu'il existe une réalité complexe, au-delà des cadres ou derrière les personnages secondaires qui sont rencontrés régulièrement dans la cour et les escaliers.
Cette méthode est reprise dans Domicile Conjugal où Antoine travaille au milieu de la cour et dialogue avec des personnages variés. Cette capacité à communiquer qui progresse au cours du film, marque une évolution dans le personnage d'Antoine Doinel, jusque-là plutôt solitaire.

## Anecdotes
- En octobre 2004, France Culture diffuse dans le cadre des Ateliers de création radiophonique, Le journal d'Alphonse qui se présente comme un inédit de Truffaut et une suite de la saga Doinel[6]. Claude Jade parle de son rôle de Christine et le comédien Stanislas Merhar d'Alphonse, son fils. Il s'agit d'un travail d'Élisabeth Butterfly, réalisé avec Éva Truffaut : une mystification en hommage au cinéaste. Le livre d'Élisabeth Butterfly, François Truffaut. Le Journal d'Alphonse est sorti peu après aux éditions Gallimard, avec une préface d'Eva Truffaut : « en créant de toutes pièces ce Journal d'Alphonse, Élisabeth Butterfly aura sans doute restitué à mon père ce qui fait cruellement défaut à tous les hommages qui lui sont rendus : la légèreté et la fantaisie »[7].

## Adaptation théâtre
La pièce "Le roman d’Antoine Doinel" est une adaptation pour la scène des cinq films qui racontent les aventures d’Antoine Doinel et sa vie avec Christine. L'auteur belge Antoine Laubin a créé en 2019 la pièce "Le roman d'Antoine Doinel". En commençant par la séparation d'Antoine et de Christine dans le dernier film du cycle comme intrigue cadre, il a relié tous les films en une seule pièce. Les rôles principaux étaient tenus par Adrien Drumel (Antoine/Jean-Pierre Léaud) et Sarah Lefèvre (Christine/Claude Jade), les autres rôles étant tenus - entre autres - par Caroline Berliner (Colette) et Adeline Vesse (Sabine). La pièce a été créée au De Facto à Bruxelles en 2019.
C’est en partie sur la structure de ce volet qui clôt la « pentalogie » ou cycle Doinel que le spectacle Le roman d’Antoine Doinel se construit. De glissements en ruptures, dans un dispositif servant la course incessante du personnage, Antoine Laubin dessine à son tour un kaléidoscope rythmé, ludique, fidèle à la grammaire des films et à l’esprit de leur réalisateur. (Sceneweb)     